# Bolitophilidae
Bolitophilidae zijn een familie uit de orde van de tweevleugeligen (Diptera), onderorde muggen (Nematocera). Wereldwijd omvat deze familie zo'n 2 genera en 61 soorten.